# Basilica di Santa Rita da Cascia
La basilica di Santa Rita da Cascia è una basilica minore di Cascia, appartenente all'omonimo santuario: al suo interno vengono venerati i resti mortali di santa Rita.

## Storia

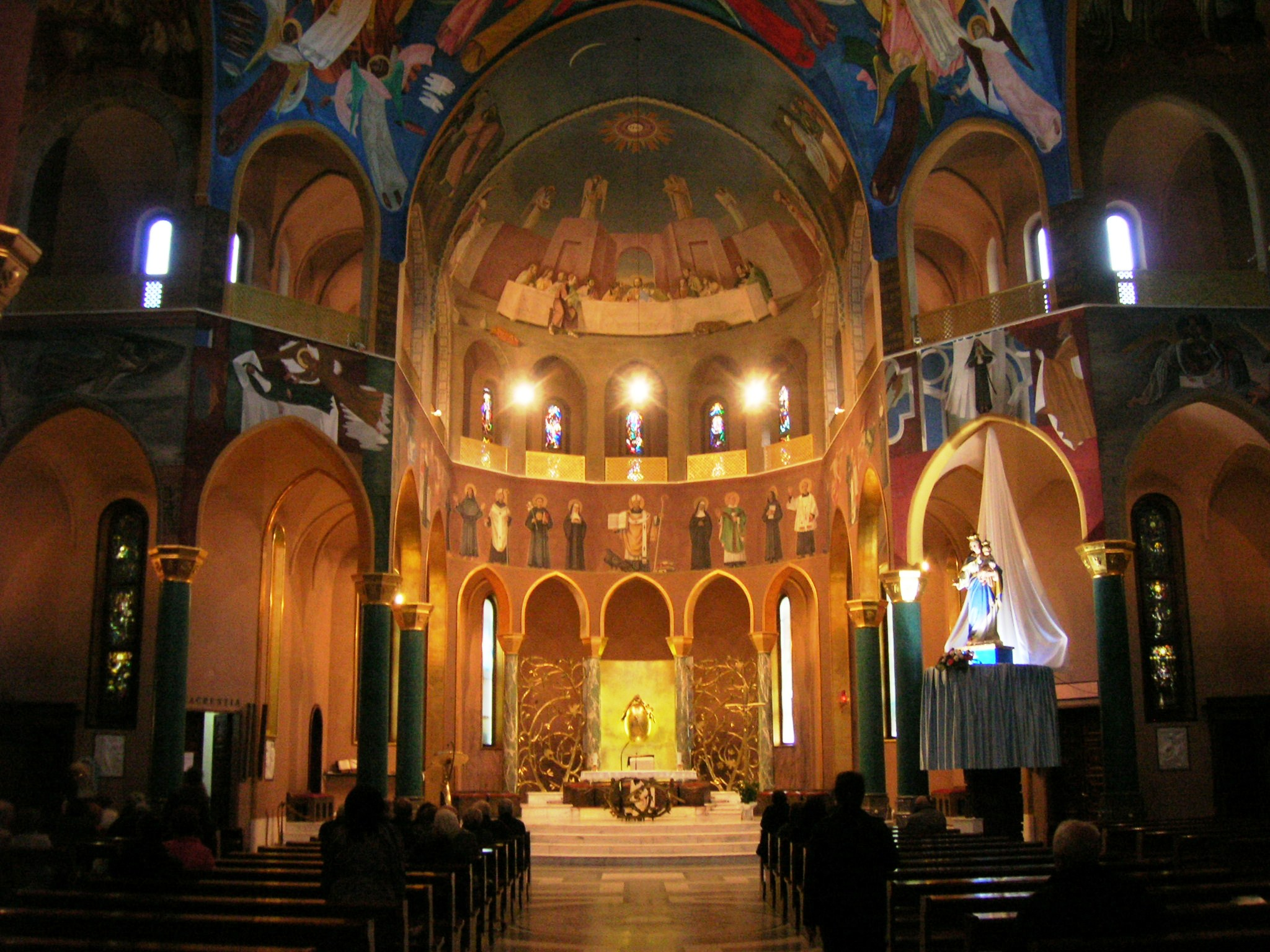
L'interno

Nei primi decenni del XX secolo, il costante aumento di pellegrini che visitavano la teca con le spoglie di santa Rita, rese la vecchia chiesa inadatta ad ospitare un così grande numero di persone: fu così che Madre Maria Teresa Fasce, oggi beata, badessa del vicino monastero di Santa Rita da Cascia dove santa Rita aveva vissuto per più di quarant'anni, si fece promotrice della costruzione di una nuova chiesa adatta alle esigenze dei fedeli; il principale problema per avviare l'opera era la totale assenza di fondi. Le prime offerte, oltre ad una donazione di papa Benedetto XV, vennero raccolte tramite la stampa di un giornale, chiamato Dalle Api alle Rose, che riscosse ben presto un notevole successo e che richiamò l'attenzione su Cascia contribuendo a muovere un numero sempre maggiore di pellegrini, i quali a loro volta lasciavano offerte per erigere il nuovo tempio.
Tuttavia i costi di realizzazione del progetto redatto dall'architetto Armando Brasini erano troppo elevati rispetto alle reali possibilità economiche e così nel 1931 il progetto venne ridimensionato: Madre Fasce, dopo aver chiesto consiglio a don Luigi Orione, scrisse al papa dell'epoca, Pio XI, il quale donò una cospicua somma di denaro ed incaricò un proprio ingegnere, Maria Spirito Chiapetta, di disegnare un nuovo progetto, modificato poi degli architetti Giuseppe Calori e Giuseppe Martinenghi e dirigere i lavori di costruzione. La prima pietra venne posta il 20 giugno 1937 dal cardinale Enrico Gasparri ed i lavori si concluserso nel 1947, con la solenne consacrazione avvenuta il 18 maggio dello stesso anno; il 1º agosto 1955, per volere di papa Pio XII, la chiesa fu elevata a basilica minore.

## Descrizione

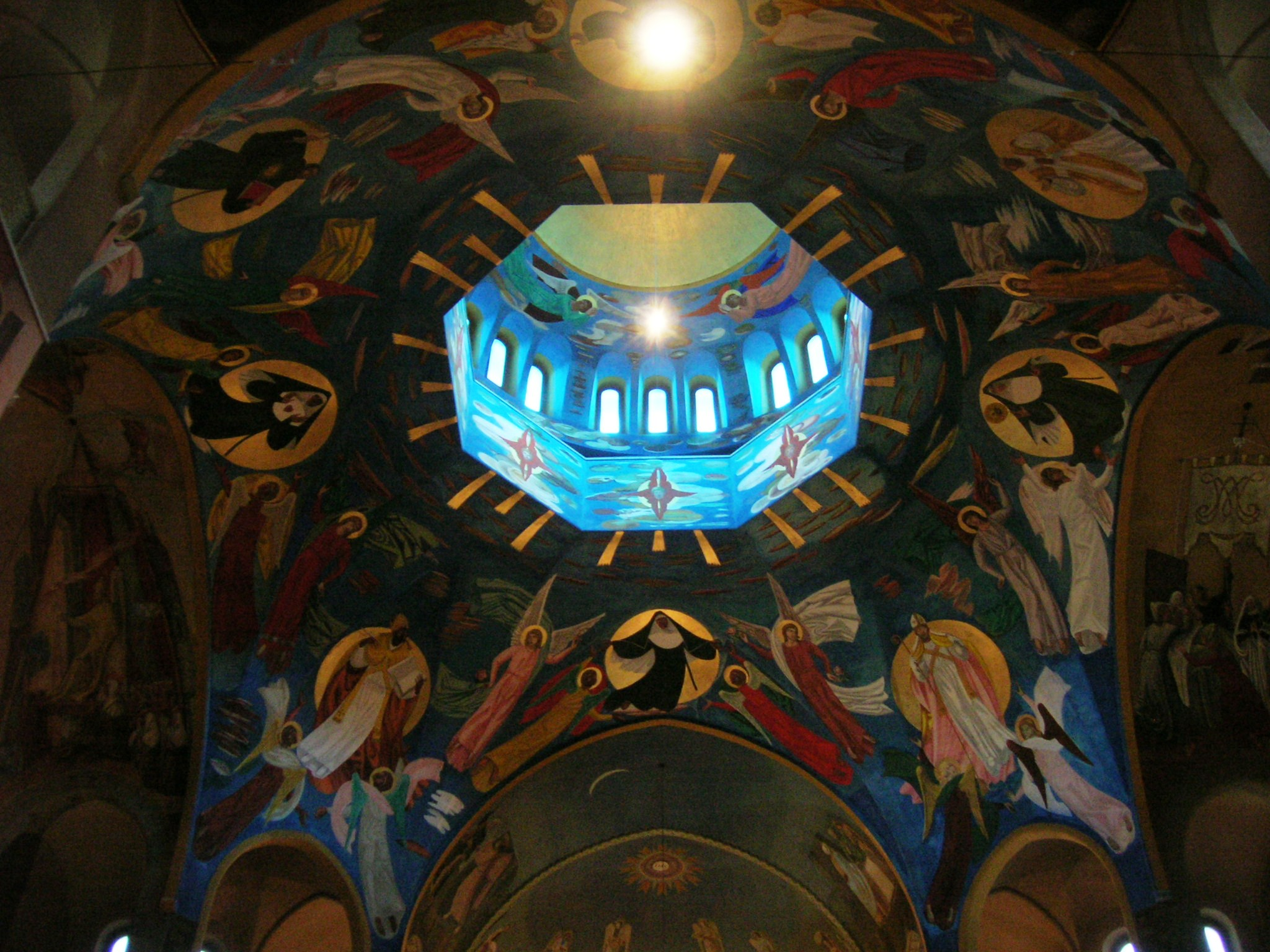
La cupola

La chiesa, posizionata quasi sulla sommità del colle di Sant'Agostino e il cui accesso al sagrato è permesso da una breve scalinata, presenta una facciata ricoperta in travertino bianco di Tivoli incastonata tra due guglie, le quali terminano con due piccole celle campanarie, sormontate da croci in ferro; nella parte centrale si apre l'unico portale d'ingresso alla chiesa sostenuto da un architrave sul quale è scolpito un saluto alla santa:
Le colonne che sostengono l'architrave e che al centro ospitano il portale in legno, sono decorate con dei bassorilievi, opera di Eros Pellini, raffiguranti la vita di santa Rita, in particolare: Rita che insegna ai figli a pregare, la morte del marito, l'ingresso al monastero, la prova dell'obbedienza, Rita suora che dona il pane ai poveri, Rita che riceve la stigmate, il pellegrinaggio a Roma, le rose e i fichi in inverno, il transito; nella parte superiore della facciata si apre un ampio finestrone, decorato con una croce sostenuta da sei angeli e termina con un timpano al di sotto del quale è scolpita la data del termine dei lavori di costruzione. Sul lato sinistro, protetto da un cancello in bronzo è il portale della vecchia chiesa di santa Rita.

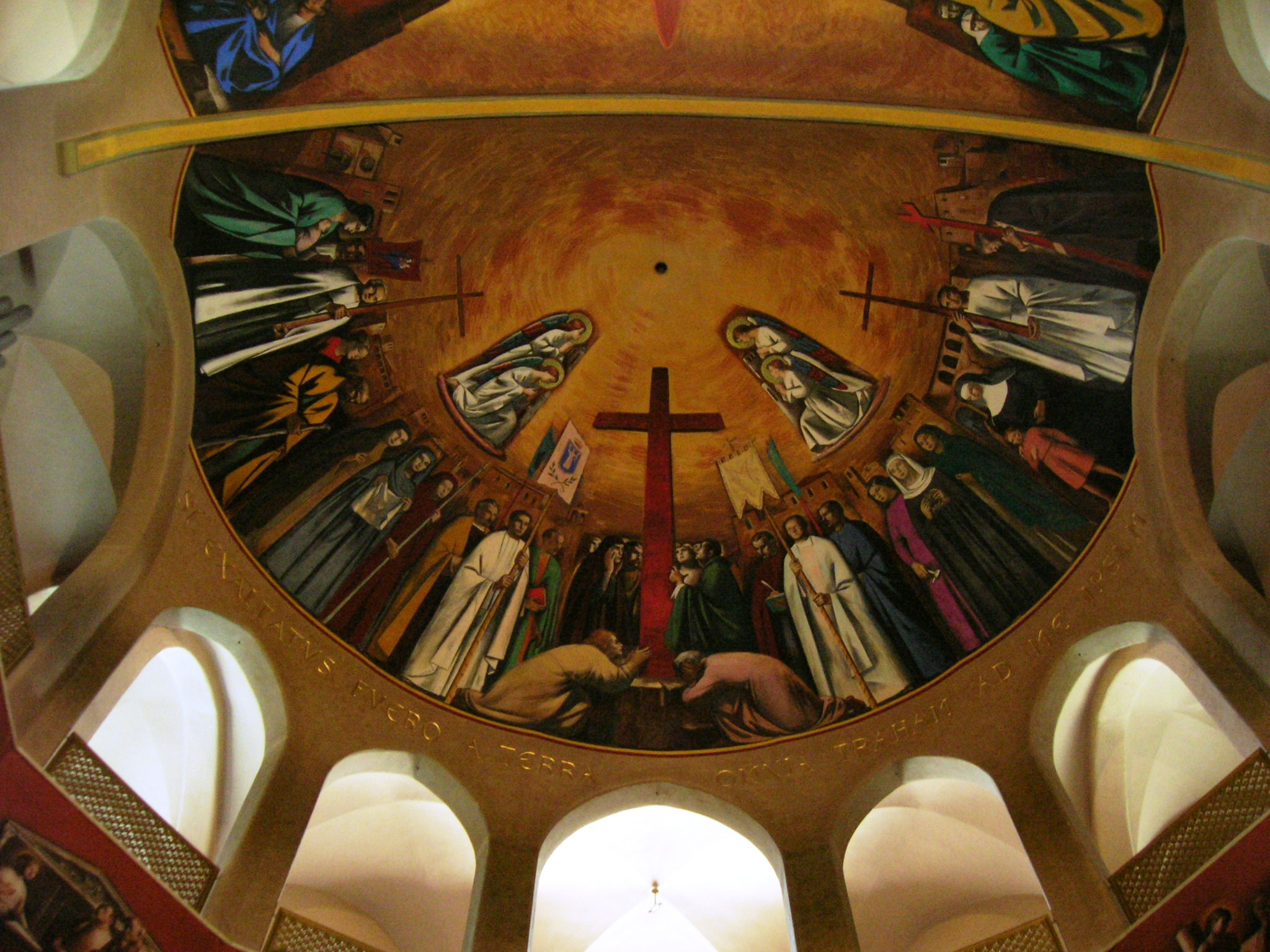
L'affresco dellAdorazione della Croce

Internamente la chiesa è a croce greca, suddivisa in quattro absidi e circondata da un colonnato che sorregge un matroneo che corre lungo tutto il perimetro della struttura: sulle pareti, in cui si aprono stretta monofore decorate con vetri colorati, conseguiti da Armando Marrocco e Silvio Consadori, sono posizionate le stazioni della Via Crucis, in marmo bianco, realizzate sempre dal Pellini, oltre che ad un pulpito in legno di noce, scolpito da Emilio Monti; la pavimentazione al centro della chiesa è in marmi policromi raffigurante lo stemma di papa Pio XII. Nella zona centrale è un dipinto, in stile neobizantino, di Luigi Montanarini, che copre una superficie di circa trecento metri quadrati e che parte dalla cupola per proseguire lungo la lanterna, le vele e i quattro pilastri: nella cupola è raffigurata una Colomba, simbolo dello Spirito Santo, e la gloria dei santi agostiniani, nelle vele, contornate da angeli, le figure di santa Rita, sant'Agostino, santa Chiara da Montefalco, san Nicola da Tolentino, il beato Simone Fidati, san Giovanni da San Facondo, la beata Giuliana da Cornillòn e san Tommaso da Villanova, mentre sui quattro pilastri sono dipinti il transito, la canonizzazione e le opere di Rita, oltre all'elevazione della chiesa a basilica.
Nell'abside d'ingresso è l'affresco di Silvio Consadori, del 1956, ritraente l'Adorazione della Croce, e, dello stesso autore, è la decorazione pittorica sia dell'arco trionfale, dov'è raffigurata la Preghiera di Gesù nel Getsemani e il Ritorno delle donne dal Calvario, sia del matroneo, con scene della vita di Gesù come la fuga in Egitto, il battesimo nel Giordano, la caduta sotto la croce; la zona si conclude con i due altari laterali con le tele di santa Lucia e di san Giuseppe, opera del Consadori e Cesarino Vincenzi. L'abside principale, corrispondente al presbiterio, in asse con l'ingresso, è stata rifatta nel 1981 e si accede tramite gradini in marmo rosa aurora, stesso materiale usato anche per la pavimentazione: l'altare maggiore è formato una lastra di cristallo che poggia su rami di vite realizzati in bronzo dorato; il tabernacolo, opera di Giacomo Manzù, ha una forma ovale e decorato con spighe di grano, tralci di vite ed una rosa. Le opere pittoriche sono state commissionate a Luigi Filocamo e nel catino è rappresentata l'Ultima Cena, nell'arco trionfale il Sacrificio di Isacco e la Pasqua ebraica e lungo il matroneo diversi santi agostiniani; la zona dell'altare maggiore si completa un crocifisso ed una lampada eucaristica in bronzo simile ad un ramoscello d'ulivo.

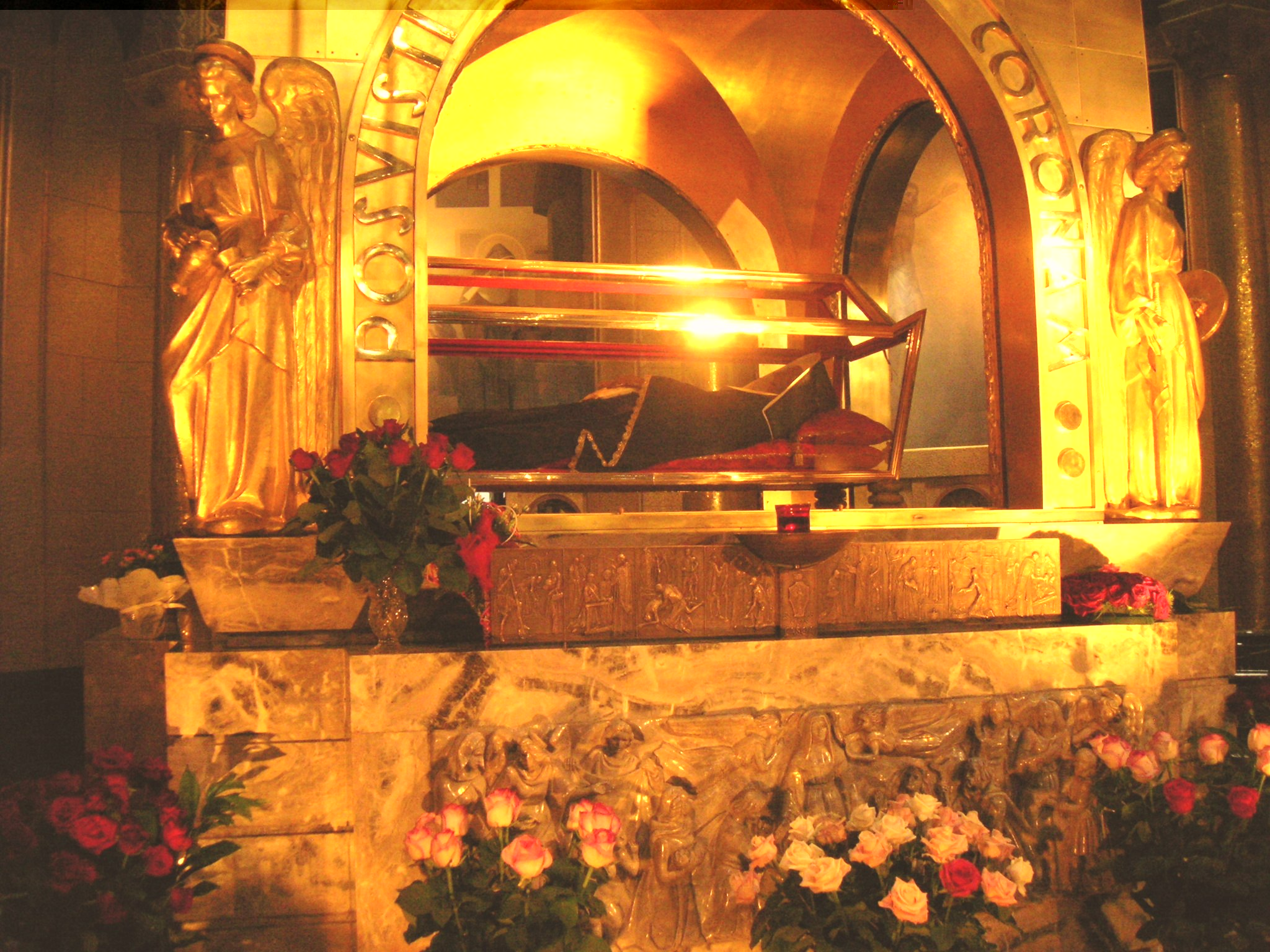
L'urna con il corpo di santa Rita

Sul lato destro si apre l'abside dell'Assunta: sull'altare principale è posta la pala della Madre della Consolazione in trono con il bambino ed ai lati sant'Agostino e santa Monica, di Giuseppe Valerio Egger, realizzata nel 1947; gli affreschi dell'abside sono realizzati da Gisberto Ceracchini e ritraggono nel catino l'Assunzione di Maria, la Città di Cascia e lo Scoglio di Roccaporena, nell'arco trionfale la Vergine che riceve la Comunione e la Deposizione di Gesù dalla croce e lungo la fascia del matroneo diverse scene della vita di Maria, come la nascita, la visitazione e la nascita di Gesù. Sul lato sinistro si apre invece l'abside di Santa Rita con affresco nella volta di Ferruccio Ferrazzi che raffigura Cristo seduto su un trono e santa Rita ai suoi piedi, contornata da angeli, nell'arco trionfale due episodi della vita della santa, ossia la sua guarigione dalla stimmate sulla fronte e il pellegrinaggio di Rita a Roma nel 1450 ed infine lungo il matroneo sono raffigurate le virtù teologali e cardinali; nello stesso ambiente si trova anche una tela del XVIII secolo della Madonna del Buon Consiglio e la pergamena del decreto dell'elevazione della chiesa a basilica. Nell'abside è stata inoltre ricavata la cappella di Santa Rita, in stile neobizantino, delimitata da una grata in ferro battuto: il corpo della santa è ospitato in una teca di vetro, a sua volta riposto in un sarcofago, realizzato nel 1930 e collocato nella sua posizione attuale il 18 maggio 1947. Il sarcofago dispone di una base in marmo, scolpito da Eros Pellini ed ai lati i quattro angeli delle virtù cardinali, ossia la temperanza, la fortezza, la giustizia e la prudenza; l'opera si completa con una lampada votiva, realizzata da Artemio Giovagnoni e donata nel 1981 dal comune di Cascia. La cappella è arricchita da lampade, ex voto ed un ciclo di sette tele di Giovan Battista Galizi, con tema sempre la vita di santa Rita: Nascita di santa Rita e le api, Rita e i figli davanti al crocifisso, Ingresso al monastero, Prova dell'obbedienza, Stigmatizzazione, Pellegrinaggio a Roma, Transito di santa Rita. Dall'abside di Santa Rita si accede alla Penitenziaria, una sala inaugurata il 10 maggio 1986, su progetto degli architetti Rosario Scrimieri, Francesco Genco e Maurizio Caproni: al suo interno è possibile effettuare il sacramento della Confessione, coadiuvato da opere d'arte e proiezioni di video.
Una stretta porta conduce alla cosiddetta chiesa della Beata Rita, ossia la vecchia chiesa, inglobata nella nuova, che ha custodito il corpo della santa dal 1577 al 1947 ed utilizzata per le preghiere delle monache del vicino convento; danneggiata da un terremoto nel 1703, tanto che la salma fu custodita per quattro anni in un magazzino nell'orto del monastero, fu poi in parte demolita per realizzare il nuovo tempio: rimangono il portale d'ingresso ed alcuni altari, completamente restaurati nel 1994. All'interno sono custodite diverse opere come le tele raffiguranti Santa Rita che riceve la stigmata, di Tito Troja del 1889, l'Addolorata con in braccio il Cristo morto, opera Salvo Castellucci del 1625, la Resurrezione di Cristo di Benedetto Nucci del 1588 ed una tela, caratterizzata da un crocifisso in legno e personaggi dipinti, tra cui la Madonna, santa Caterina d'Alessandria e sant'Agostino, del 1610 realizzata da Virgilio Nucci; del 1629 è la cornice in marmo che circondava precedentemente l'urna di santa Rita. Originariamente la basilica disponeva anche di una cripta, in seguito trasformata in una nuova chiesa, chiamata Basilica inferiore.
Sul matroneo dell'abside d'ingresso, si trova l'organo a canne della basilica, costruito dalla ditta Pinchi; lo strumento è a trasmissione elettrica e il suo materiale fonico è collocato all'interno di due corpi posti simmetricamente; entrambi sono caratterizzati da una mostra formata da canne di principale disposte a palizzata, con cassa limitata al basamento. L'organo dispone di due consolle, entrambe con due tastiere di 61 note ciascuna e pedaliera concavo-radiale di 32 note: quella originale si trova sul matroneo, mentre la seconda, aggiunta nel 1970, sta a pavimento nei pressi del presbiterio.